# Paul Czinner
Paul Czinner est un réalisateur, scénariste et producteur britannique d'origine hongroise, né le 30 mai 1890 à Budapest (Autriche-Hongrie) et mort le 22 juin 1972 à Londres.

## Biographie
Violoniste prodige dès l'enfance, Paul Czinner abandonne la musique pour le théâtre où, avant 1914, il devient à la fois producteur et metteur en scène, à Budapest puis à Vienne (Autriche).
En 1919 il commence sa carrière de réalisateur et très rapidement devient également scénariste et producteur. 
Les films muets de sa période allemande ont le style intimiste du Kammerspiel tel Nju (1924). Pour Nju, il donne le premier rôle à Elisabeth Bergner, qui devient sa compagne. Il la dirige dès lors dans de nombreux films.
En 1933, il émigre avec sa future épouse en Angleterre, puis en 1940 aux États-Unis. Il revient en Angleterre en 1951.

## Filmographie
- 1919 : Homo immanis
- 1919 : Inferno
- 1922 : Opfer der Leidenschaft
- 1924 : À qui la faute ? (Nju - Eine unverstandene Frau)
- 1926 : Le Violoniste de Florence (Der Geiger von Florenz)
- 1927 : Histoire des treize (Liebe), adaptation du roman d'Honoré de Balzac, La Duchesse de Langeais
- 1928 : Doña Juana
- 1929 : Mademoiselle Else (Fräulein Else)
- 1929 : Traquée (The Way of Lost Souls)
- 1931 : Ariane (version allemande)
- 1931 : The Loves of Ariane (version anglaise)
- 1932 : Ariane, jeune fille russe (version française)
- 1932 : Mélo, d'après Mélo d'Henri Bernstein (version française)
- 1932 : Der träumende Mund, d'après Mélo d'Henri Bernstein (version allemande)
- 1934 : Catherine de Russie (The Rise of Catherine the Great)
- 1935 : Tu m'appartiens (Escape Me Never)
- 1936 : Comme il vous plaira (As you Like it), d'après William Shakespeare
- 1937 : Dreaming Lips
- 1939 : La Vie d'une autre (Stolen Life)
- 1955 : Don Giovanni, d'après l'opéra de Mozart
- 1957 : Les Ballets du Bolchoï (The Bolshoi Ballet)
- 1960 : The Royal Ballet
- 1962 : Der Rosenkavalier (Le Chevalier à la rose), d'après l'opéra de Richard Strauss
- 1966 : Roméo et Juliette